# Alcester
Alcester è un paese di 6 425 abitanti della contea del Warwickshire, in Inghilterra.